# 3038 Bernes
3038 Bernes è un asteroide della fascia principale. Scoperto nel 1978, presenta un'orbita caratterizzata da un semiasse maggiore pari a 2,4379747 UA e da un'eccentricità di 0,2055712, inclinata di 4,71056° rispetto all'eclittica.